# Ted Healy
Pour les articles homonymes, voir Healy (homonymie).
Ted Healy est un acteur américain né Charles Ernest Lee Nash, à Kaufman ou Houston selon les sources, Texas, le 1er octobre 1896, et mort à Los Angeles, Californie, le 21 décembre 1937.
Il fait partie de la troupe comique Les Trois Stooges, de 1922 à 1931, puis de 1932 à 1934.

## Filmographie partielle
- 1933 : Le Tourbillon de la danse (Dancing Lady), de Robert Z. Leonard
- 1933 : Nertsery Rhymes de Jack Cummings
- 1933 : Mademoiselle Volcan (Bombshell), de Victor Fleming
- 1933 : Moi et le Baron (Meet the Baron) de Walter Lang
- 1933 : Danseuse étoile (Stage Mother) de Charles Brabin
- 1934 : Hollywood Party, d'Allan Dwan, Richard Boleslawski et Roy Rowland
- 1934 : Agent n° 13 (Operator 13), de Richard Boleslawski
- 1934 : Les Amants fugitifs (Fugitive Lovers), de Richard Boleslawski
- 1935 : La Fiesta de Santa Barbara, court métrage de Louis Lewyn
- 1935 : Un drame au casino (The Casino Murder Case) d'Edwin L. Marin
- 1935 : It's in the Air de Charles Reisner
- 1935 : The Winning Ticket de Charles Reisner
- 1935 : Imprudente Jeunesse (Reckless), de Victor Fleming
- 1935 : Les Mains d'Orlac (Mad Love) de Karl Freund
- 1936 : San Francisco, de W. S. Van Dyke
- 1937 : Man of the People d'Edwin L. Marin
- 1937 : La Revue du collège (Varsity Show) de William Keighley
- 1937 : Hollywood Hotel de Busby Berkeley
- 1937 : Un vieux gredin (The Good Old Soak) de J. Walter Ruben